# Gastronomia de la Safor
La cuina de la Safor tracta sobre el menjar, les begudes i els preparats gastronòmics propis dels pobles saforencs.
És un tipus de cuina essencialment mediterrània, on els ingredients bàsics són l'arròs, les hortalisses i l'oli d'oliva. No és, doncs, una cuina de caràcter pesat, sinó més aviat lleugera.
D'altra banda, atesa la repoblació mallorquina del segle dèsset, igual que a les dues Marines (tant l'Alta com la Baixa), hi ha diferents tipus de menjars importats de terres balears, com la llonganissa d'all o tàrbena, les ensaïmades o els figatells.
Com a menjars típics de la terra, podem anomenar la Fideuà de Gandia o les "coques de mestall" de Tavernes de la Valldigna i les coques de dacsa de Ròtova.

## Fideuà[calcitació]
La fideuada - pronunciada fideuà en valencià - és un plat que es troba al llarg del litoral valencià i sud de Catalunya, originari de la ciutat de Gandia. La fideuà, feta dins d'una paella o ocasionalment una cassola, està feta a base de suc de peix complementada amb marisc al gust del consumidor i uns fideus específics que són de major grossor que els normals i en forma de corba.
El nom de "fideuà" atén a una anècdota històrica: uns pescadors de Gandia, quan estaven en alta mar, van decidir de fer paella per dinar, però van trobar-se que no disposaven dels ingredients bàsics per fer-la, com és l'arròs, per allò que decidiren posar-li fideus. Tot això, amb l'afegit del peix acabat d'aconseguir, va fer que sorgís aquest saborós plat.

## Coques de dacsa, coques de mestall i pastissets[calcitació]
Les coques de dacsa o coques a la calfor són unes coques redones i planes típiques de l'interior de la Safor - en especial de Ròtova - que es fan de farina de dacsa (freqüentment mesclada amb farina de forment), aigua, oli i sal. S'acompanyen amb una picadeta de tonyina, ou ratllat i tomaca fregida, o bé d'altres picadetes d'aladrocs o sardines, o sofregits d'espinacs. Es menja posant una quantitat de l'acompanyament al mig de la coca i enrotllant esta es fa un rotllo, que es pot menjar directament a les mans.
Les coques de mestall són típiques de la Valldigna. Es tracta d'unes coques de base circular o de vegades quadrada fetes a base de farina de dacsa i de forment mesclada amb oli d'oliva, rent, i sal. Al damunt s'hi sol posar embotit - llonganissa, botifarra d'arròs o de ceba -, trossos de cansalada o sardina salada. Una vegada feta la massa i col·locades les peces d'embotit o peix es posen a coure al forn. Se serveix calenta, acabada de fer.
La coca de mestall sols es prepara els diumenges i els dijous que no siguen festius. Els diumenges per tradició, i els dijous perquè és dia de mercat a Tavernes de la Valldigna. Actualment es fa de manera industrial als forns de la localitat, prèvia comanda, encara que a les cases encara hi ha costum de fer-les de manera casolana.
Altres coques fetes a la comarca són la coca de tonyina, tomaca i pebrera; i la coca de ceba i pésols.
Els pastissets són típics tant a la Safor com a les comarques veïnes. Cal destacar els pastissets de verdura, els pastissets de pésols, i els pastissets de tomàquet.

## Figatells
Autòctons de la Safor i la Marina Alta són els figatells, embotit fresc parent gràcies a la mediterrània de la shiftalia xipriota o els frigatells mallorquins i que té una relació nominal i per l'ús del fetge de porc amb el figatellu cors malgrat que aquest últim es tracte d'un embotit sec.
Entre altres plats de carn es troba la sang amb ceba, el xai guisat, xai al forn, conill amb alls i pollastre amb verdures.

## Dolços[calcitació]
La llarga tradició sucrera de la comarca, heretada en gran part de la cultura islàmica, ens ha deixat un ampli ventall de dolços. Entre ells figuren el braç de gitano, la corona de glòria, bunyols de carabassa, calatrava, pa beneït, bescuit, coca de llanda, coques cristines, fabiola, mones de Pasqua, pastissos d'almetló, pastissos de cacauet, coca de Nadal, la confitura de moniato o carabassa, els rotllos d'ou, els pastissos de moniato i ametlla, de cabell d'àngel, els pastissets a l'aire, els rotllets d'aiguardent, els carquinyolis, els rosegons, les mantecades, els bescuits i els mostatxons.

## Altres plats típics[calcitació]
- Arròs amb crosta, típic de diverses poblacions saforenc-valldignenques, és a més un plat corrent a la Marina, el Baix Vinalopó, el Baix Segura i altres comarques meridionals.
- Paella - valenciana; amb carxofes, faves i pésols; la d'abadejo; la de flor-i-col; amb verdures; amb tonyina negra -, arròs al forn amb cigrons o tonyina negra, arròs de quaresma, l'arròs caldós, l'arròs amb fesols i naps...
- Entre els sopes i ollades hi ha les faves sacsades, la flor-i-col amb abadejo, el putxero, i la sopa de ceba. Altres plats principals són les albergínies al forn, els pebrots farcits, la bajoqueta amb pernil, l'espencat, i els tomàquets al forn.
- Peixos: mandonguilles d'abadejo, bonítol al forn, aladroc amb vinagre, aladroc al forn, sardina en escabetx, abadejo amb ceba, i abadejo amb pebrera i tomàquet.